# Deportierte in Portugiesisch-Timor

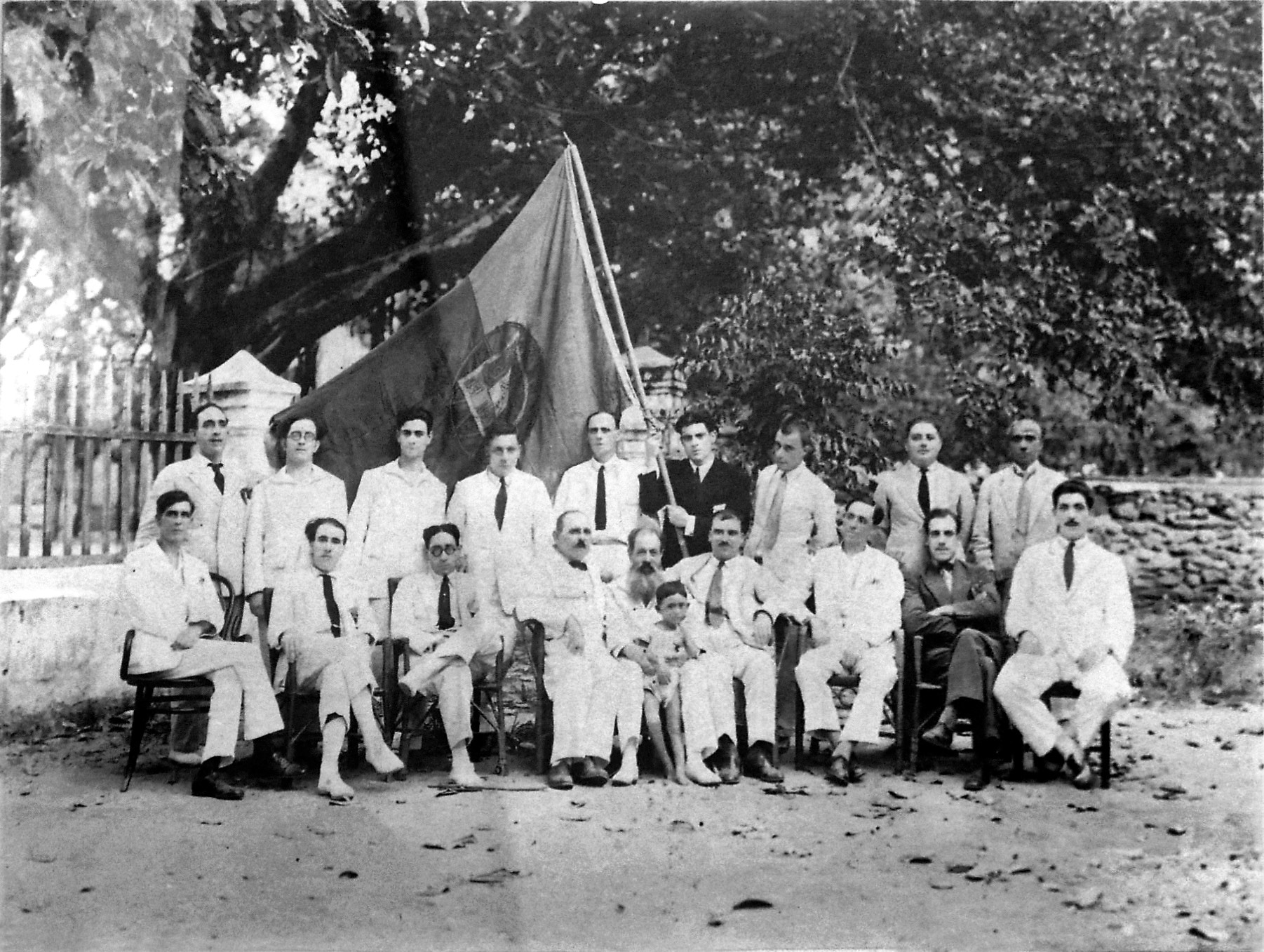
Gruppe von Deportierten in Dili (1932). Dritter von rechts sitzend: Manuel dos Santos Pimenta. Weitere Abgebildete: José António Simões Raposo Júnior und Arnaldo Simões Januário.

Deportierte in Portugiesisch-Timor (portugiesisch deportados) stellten neben Soldaten, Händler, Missionaren und Siedlern einen Teil der europäischen Bevölkerung in der portugiesischen Kolonie in Südostasien. Gouverneur Manuel de Abreu Ferreira de Carvalho (1940 bis 1946) nannte Portugiesisch-Timor eine Strafkolonie, gerade weil ständig Chinesen aus Macau nach Timor verbannt wurden. Andererseits wurden aber auch unliebsame Timoresen nach Macau oder Goa deportiert.
Portugiesisch-Timor war, als am weitesten vom Mutterland und den anderen Kolonien entfernte Besitzung, schon früh ein beliebter Ort zur Verbannung von Verbrechern und politischen Gegnern. Ab dem frühen 18. Jahrhundert wurden Gefangene aus Portugal und Kolonien, wie Macau und Goa nach Timor abgeschoben, was sich in einem Gespräch 1882 mit der Frau von Gouverneur Pinto da Oliveira widerspiegelt, von dem Anna Forbes, Ehefrau des britischen Forschers Henry Ogg Forbes, berichtet:

„Da ist ein Mann, der wegen Aufruhrs verbannt wurde, der mit dem hellen Mantel, an dem wir vorbeikamen ... hat seine Frau ermordet, der mittlere der drei, die am Strand spazieren gehen, hat den Tod von sechzehn Menschen verursacht, und hier ist ein anderer, der eine außergewöhnliche Fälschung begangen hat.“

Gouverneur Alfredo de Lacerda Maia nannte 1886 die Verbannten ein Krebsgeschwür der Kolonie und eine Gefahr für Friede und zivile Ordnung.

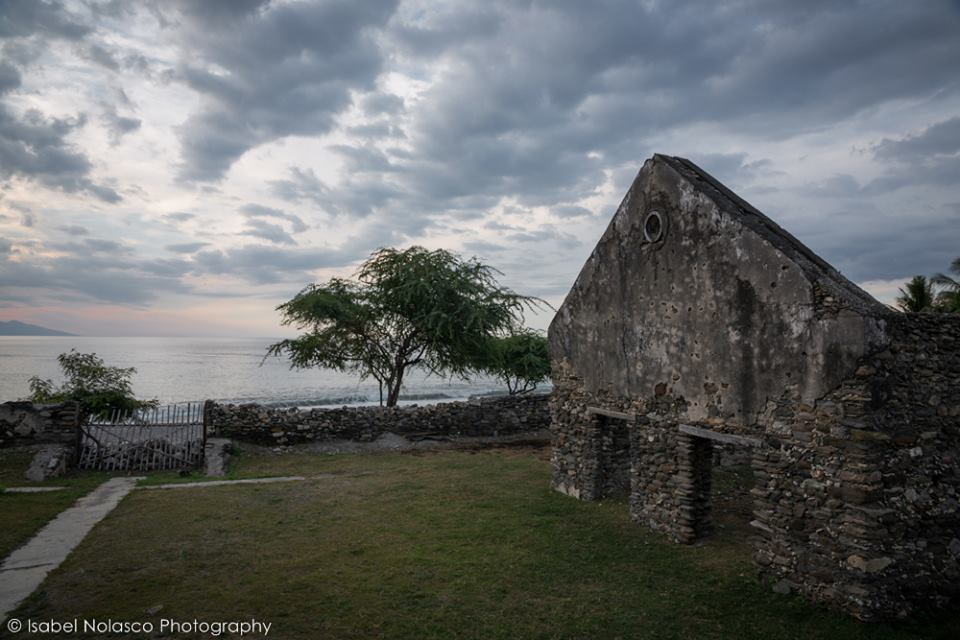
Ai Pelo

Ab dem späten 19. Jahrhundert folgten auch politische Gefangene. Nachdem Anarchisten mit Bombenanschlägen begonnen hatten, wurde 1892 ein Gesetz verabschiedet, wonach Verurteilte nach Verbüßung ihrer Strafe in die portugiesischen Überseegebiete ins Exil geschickt werden konnten. Am 13. Februar 1896 folgte ein Gesetz, das eine anschließende Deportation für ein bis drei Jahre erlaubte, mit der Möglichkeit, die Strafe für jene auszudehnen, die „durch in der Öffentlichkeit geäußerte Erklärungen und Worte, schriftlich oder auf irgendeine Weise oder mit Hilfe anderer Publikationsmittel, subversive Handlungen gegen die öffentliche Handlung provozieren, schützen, empfehlen oder gutheißen, auch wenn diese Handlungen keine Wirkung auf die Sicherheit von Personen oder Eigentum bedrohen sowie sich zur Doktrin des Anarchismus bekennen und zur Verwirklichung solcher Taten führen.“ Auf diese Weise konnte jede politische Opposition als Straftat eingeordnet werden.
Infolge des Gesetzes wurden festgenommene Anarchisten in die Kolonien deportiert. 1896 schickte man 66 verurteilte Anarchisten nach Timor. Dem Anarchisten João Manuel Rodrigues gelang vom Schiff Africa in Kapstadt die Flucht. Gilberto dos Santos floh, wurde aber wieder gefangen genommen und verstarb später an Gelbfieber. Andere Anarchisten trafen am 14. September 1896 in Portugiesisch-Timor ein. Auch von ihnen starben viele aufgrund der rauen Lebensbedingungen und tropischen Krankheiten, wie Gelbfieber oder Malaria. José Carvalho und Manuel Coelho Traficante, die 1908 von Macau nach Timor gebracht wurden, gründeten die Gruppe „Alvorada da Liberdade“ (deutsch Morgendämmerung der Freiheit), um sich zu organisieren. Die Überlebenden konnten 1911 nach dem Sturz der Monarchie nach Portugal zurückkehren. Etwa ein halbes Dutzend der Anarchisten blieb aber auf Timor. Sie hatten Anstellungen im öffentlichen Dienst angenommen und Familien gegründet.

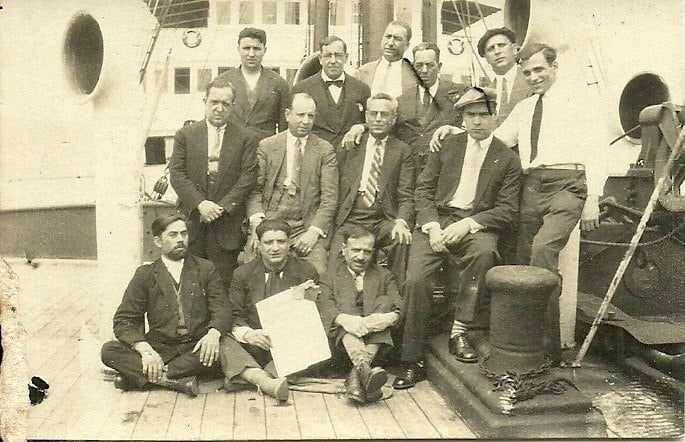
Deportierte auf der Gil Eanes (1931)

1925 folgten nach der Ermordung von Ferreira do Amaral, dem Kommandanten der Zivilpolizei in Lissabon am 15. Mai, neue politische Repressionen und Deportationen. Unter den nun nach Timor deportierten Strafgefangenen war auch Manuel Viegas Carrascalão. Am 14. April 1927 verließ er Portugal mit 63 anderen Verurteilten an Bord der Pêro de Alenquer. Einige Deportierte brachte man bereits in Portugiesisch-Guinea von Bord. Andere kamen an Bord, so dass am 25. September 1927 75 Deportierte auf Timor ankamen, zumeist Arbeiter oder Künstler, die man der Mitgliedschaft in der Roten Legion (Legião Vermelha) beschuldigte. Eine Zeit lang wurden sie im Gefängnis von Ai Pelo interniert. Gouverneur Teófilo Duarte (1926–1929) fehlten Anweisungen, wie mit den Deportierten zu verfahren sei. So gewährte er ihnen innerhalb der Kolonie Bewegungsfreiheit, eine Grundausstattung zum Leben und eine Anstellung in der öffentlichen Verwaltung. Carrascalão wurde zu einem ehrenwerten Mitglied der kolonialen Gesellschaft, dessen Söhne eines Tages wichtige Rollen im unabhängigen Osttimor spielen sollten. Sein Weggefährte, der Bauzeichner Arsénio José Filipe dagegen wurde in der Kolonie dreimal auf das als Gefängnisinsel dienende Atauro verbracht. Zweimal wegen Dynamitfischerei und einmal wegen einer Schlägerei mit dem Chauffeur des Gouverneurs in Suai.

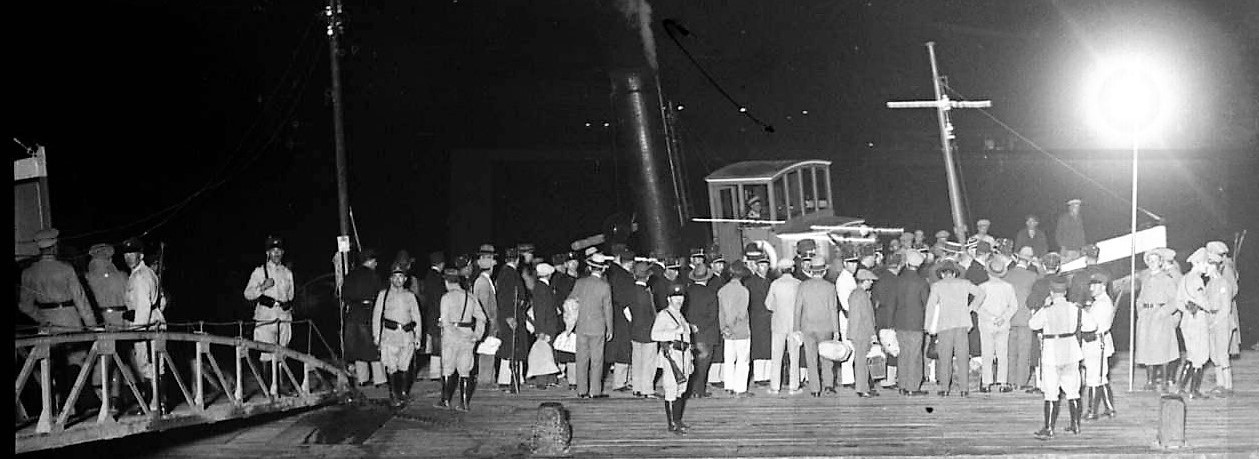
Ehemalige Militärangehörige warten, um an Bord der Pedro Gomes zu gehen, die sie nach Timor bringen soll

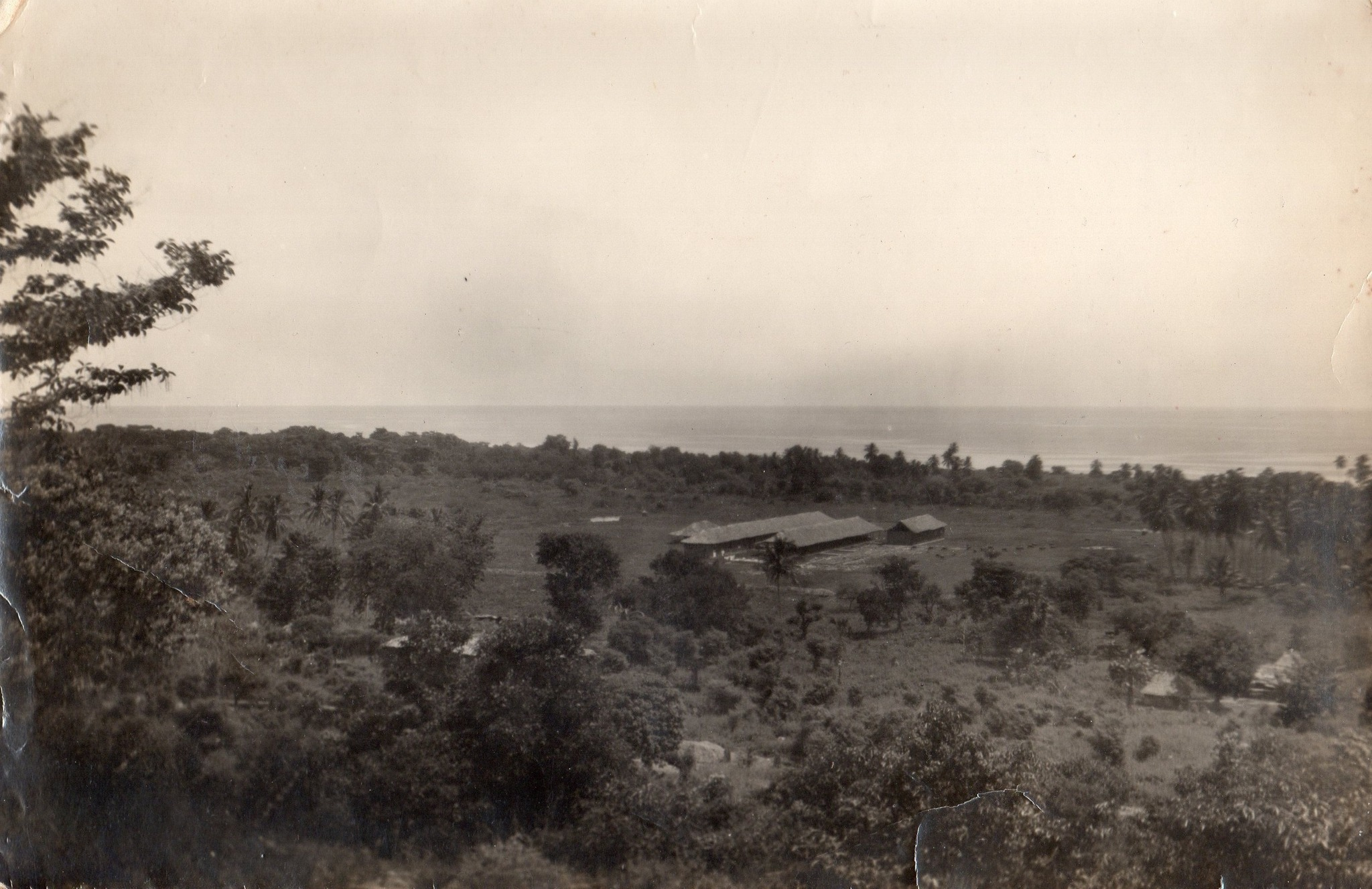
Das Gefangenenlager in Oe-Cusse Ambeno (etwa 1931)

Unter der portugiesischen Diktatur des Estado Novo ab 1927 wurden erneut politische Gegner Opfer der Deportation. So Anarchisten, Anarcho-Syndikalisten, Kommunisten und Republikaner.  Andere hatten in Portugiesisch-Guinea zwischen 1927 und 1931 revoltiert. In den 1920er Jahren lebten laut einer britischen Quelle etwa 100 Deportierte in Portugiesisch-Timor. Etwa 60 Prozent davon waren Demokraten, 30 Prozent Kommunisten und die restlichen zehn Prozent einfache Kriminelle. Verbrecher wurden hauptsächlich aus den anderen Kolonien nach Portugiesisch-Timor verbannt; meist von Macau, aber auch zum Beispiel aus Angola. Am 28. Juni 1931 legte die Gil Eanes von Lissabon ab und brachte nach Zwischenstopps in Kap Verde, Portugiesisch-Guinea und Angola 90 Deportierte nach Timor, sowohl politische Gefangene, als auch Kriminelle. Am 2. September desselben Jahres folgte aus Belém die Pedro Gomes mit 271 Zivilisten und 87 Abgehörigen des Militärs, die aufgrund ihrer Teilnahme am Aufstand vom August 1931 in die Verbannung geschickt wurden. Das Schiff nahm die Route über das Mittelmeer und den Suezkanal und erreichte Timor am 16. Oktober. Duartes Nachfolger auf dem Gouverneursposten, Cesário Augusto de Almeida Viana (1929–1930) und António Baptista Justo (1930–1933), rückten von diesen Freiheiten wieder ab, was die Neuankömmlinge zu spüren bekamen. Sie wurden bei ihrer Ankunft für Wochen oder Monate zunächst in Lagern in Oe-Cusse Ambeno und auf Atauro interniert. Jene, die bereits zwischen 1927 und 1930 in der Kolonie ankamen, lebten weiter relativ unbehelligt. 1931 befanden sich von der Gruppe von 1927 noch etwa 60 Deportierte in Portugiesisch-Timor.

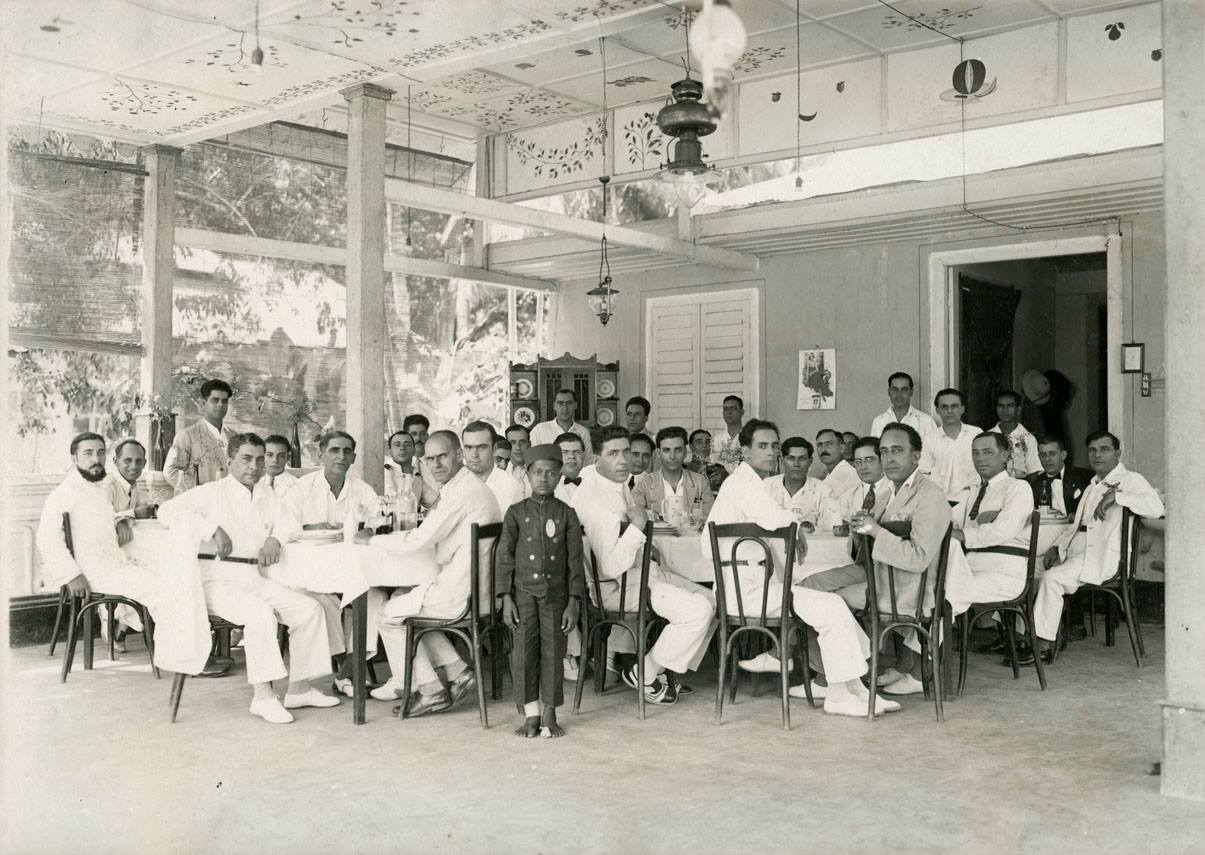
Deportierte in Dili (1932)

Die Lebensbedingungen in den Lagern waren hart. Während Atauro als kleine, der Kolonialhauptstadt Dili vorgelagerte Insel, auf natürliche Weise keine Flucht ermöglichte, war das Lager in Oe-Cusse Ambeno von Wassergraben und Stacheldraht umgeben und wurde von mit Maschinengewehren bewaffneten Soldaten auf einem Hochsitz bewacht. Das Lager in Oe-Cusse Ambeno wurde gar als Konzentrationslager beschrieben. Die Gefangenen lebten in mit Palmwedeln gedeckten Holzbaracken, inmitten der Feuchtigkeit von Reisfeldern und zahlreicher Moskitos.  Medizinische Hilfe und Kleidung gab es kaum, das Essen war abscheulich und karg. Viele Insassen starben an der Malaria. Am 28. Februar 1932 gelang einer Gruppe Gefangener die Flucht aus einem Lager. Erst über Umwege gelang es einem Deportierten und ehemaligen Oberst über die Veteranenliga das Kolonialministerium über die Zustände zu informieren, worauf die Regierung in Lissabon im Februar 1932 die Schließung der Lager anordnete. Etwa 500 Deportierte wurden nach Dili gebracht, wo sie nun ein Drittel der europäischen Bevölkerung ausmachten. Auch wenn manche der Deportierten sich für ein einfaches Leben in die Berge zurückzogen und andere aufgrund von kriminellen Taten auffielen, integrierte sich eine dritte Gruppe von ihnen in das Leben der Kolonie, darunter viele ehemalige Angehörige der Streitkräfte. Einige Anarchisten, darunter Arnaldo Simôes Januário aus Coimbra, versuchten mit der Aliança Libertária Revolucionária de Timor eine Revolution aus dem Untergrund heraus. Am 20. April 1932 gab es einen Brandanschlag auf den Gouverneurssitz, mit dem Ziel, den Gouverneur zu ermorden. Die Bewegung wurde auch der Unterstützung von Unruhen der timoresischen Bevölkerung verdächtigt. 1933 flog die Gruppe auf und zerschlagen. Die gefangenen Mitglieder wurden nach Atauro geschickt und mussten dort in einem Steinbruch arbeiten.

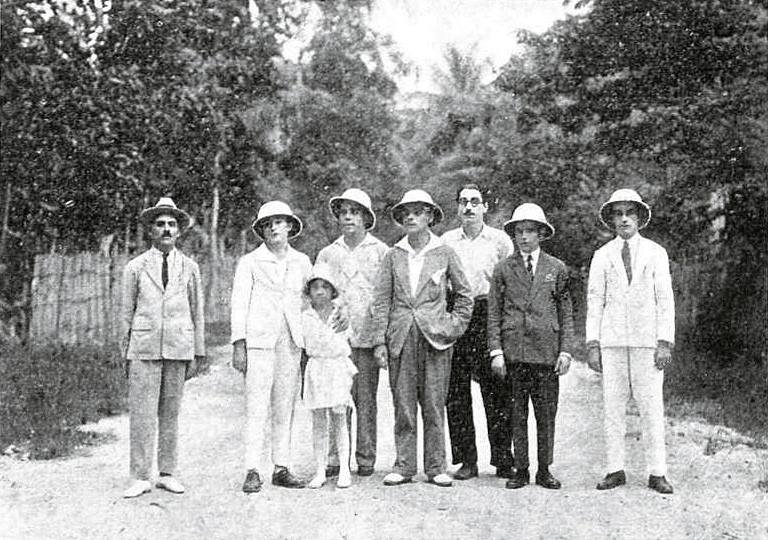
Die Deportierten von links: Sebastião da Graça, Raúl Pereira dos Santos (mit einem Mädchen, das sein Schützling und Schülerin war), José Faria Braga, Arnaldo Simões Januário, Bernardino Dias, Manuel Bráulio Santos Sá und José Lopes.

Am 5. Dezember 1932 erfolgte eine Generalamnestie für die Deportierten in den Kolonien. Ausgenommen waren nur 50 Personen, die man als gefährlich einstufte: Gewerkschafter, Kommunisten, Sozialisten und Anarchisten aus der politischen Opposition und Attentäter sowie die Deportierten von 1927. Ihnen wurde eine Rückkehr nach Portugal verwehrt, während ein Großteil der Deportierten Timor am 27. April 1933 mit der Moçambique wieder verließ. Unter den Rückkehrern war auch Arnaldo Simôes Januário, der sich an der Rebellion gegen António de Oliveira Salazar am 18. Januar 1934 beteiligte und dafür in das Konzentrationslager von Tarrafal kam. Simôes Januário starb dort am 27. März 1938. Der Rückkehrer Raul Pereira dos Santos nahm an der spanischen Revolution von 1936 teil.
Angesichts dessen, dass durch die Ankunft der Deportierten sich die europäische Bevölkerung zeitweise verdoppelte, ist der Einfluss dieser Periode nicht zu unterschätzen. 1927 lebten in Portugiesisch-Timor 451.604 Menschen (Zählung vom 31. Dezember 1927). Darunter 378 Portugiesen (meist Staatsbeamte), elf weitere westliche Ausländer (Australier) sowie 155 in den Kolonien geborene Europäer, die meist in der Verwaltung aktiv waren. Daneben gab es etwa 2.000 Chinesen und ein paar Dutzend Japaner.
1934 gab es noch 105 politische Deportierte in der Kolonie, darunter elf auf Atauro. Sie erhielten eine kleine monatliche Zuwendung für den Lebensunterhalt. 1935 betrug die Summe 27 Patacas. Auch António Luís Horta und Francisco Horta (1936 verbannt), Großvater und Vater vom osttimoresischen Politiker José Ramos-Horta wurden wegen politischer Opposition nach Timor ins Exil geschickt. João Gomes Moreira junior wurde wegen seiner Beteiligung an der Unabhängigkeitsbewegung in Angola nach Timor geschickt. 1941 war etabliert als Schreiber am örtlichen Gericht.
Um politische Aktionen der Deportierten zu verhindern, waren sie auf die gesamte Kolonie verteilt und in ihrer Bewegungsfreiheit begrenzt. Als Kontrolle mussten sie sich jeden Samstag bei den lokalen Behörden melden. Erst im Zweiten Weltkrieg wurden viele von ihnen in der Schlacht um Timor (1942–1945) gegen die japanischen Besatzer aktiv und kämpften als Antifaschisten auf Seiten der Alliierten mit. Darunter Francisco Horta und Manuel Viegas Carrascalão, der als Belohnung für seine Verdienste die Fazenda Algarve in Liquiçá erhielt. Einige Anarchisten aus Timor wurden, aufgrund ihrer Unterstützung der Alliierten, 1942/43 nach Australien evakuiert, wo sie in Bobs Farm interniert wurden. Nach Kriegsende kehrten sie nach Timor oder Portugal zurück. Die anarchistische Bewegung in Portugiesisch-Timor endete damit.